# Miniatury portretowe rodziny Jagiellonów
Miniatury portretowe rodziny Jagiellonów – dziesięć miniaturowych portretów rodziny dwóch ostatnich królów polskich z dynastii Jagiellonów namalowano w warsztacie Lucasa Cranacha Młodszego około 1555 lub 1556 na zlecenie Zygmunta Augusta lub jednej z jego sióstr. Miniatury namalowano farbą olejną na miedzianych blachach. Wszystkie są sygnowane wyobrażeniem skrzydlatego smoka, który był sygnaturą warsztatu Cranachów.
Portrety począwszy od górnego rzędu przedstawiają kolejno:
1. Króla Zygmunta Starego
2. Królową Bonę Sforzę
3. Króla Zygmunta Augusta
4. Królową Elżbietę Habsburżankę
5. Królową Barbarę Radziwiłłówną
6. Królową Katarzynę Habsburżankę
7. Królową Węgier Izabellę Jagiellonkę
8. Królową Szwecji Katarzynę Jagiellonkę
9. Księżną Brunszwiku Zofię Jagiellonkę
10. Królową Annę Jagiellonkę

Realizm rysów twarzy poszczególnych osób nasuwa przypuszczenie, że namalowano je bądź z natury, bądź na podstawie zachowanych a namalowanych wcześniej portretów całopostaciowych. Portrety wtórnie oprawiono w XIX wieku. Do zbiorów rodziny Czartoryskich zostały zakupione w Paryżu w 1859 na aukcji kolekcji Adolfa Cichowskiego. Dziś stanowią ozdobę kolekcji malarstwa w zbiorach Czartoryskich w Krakowie.